# Larissa Iapichino
Larissa Iapichino (née le 18 juillet 2002 à Borgo San Lorenzo) est une athlète italienne, spécialiste du saut en longueur.

## Biographie

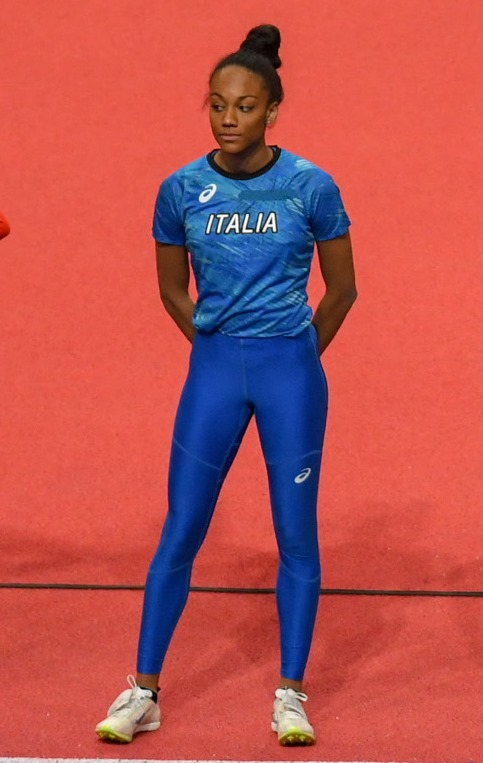
Larissa Iapichino en 2022.

Fille de Fiona May et de Gianni Iapichino, tous deux athlètes, elle améliore le record national junior en 6,64 m obtenu en 2019 à Agropoli, alors qu’elle est encore cadette. Ce record est également la meilleure performance mondiale pour sa catégorie.
Le 20 février 2021, aux championnats d'Italie en salle, elle établit un nouveau record du monde juniors en salle de la discipline avec 6,91 m, effaçant de 3 centimètres la marque détenue depuis 1983 par Heike Drechsler, et égale par la même occasion le record d'Italie en salle de sa mère.
En mars 2023, elle décroche la médaille d'argent des championnats d'Europe en salle à Istanbul en établissant un nouveau record d'Italie en salle avec 6,97 m.

En mars 2025, elle décroche la médaille d'or des championnats d'Europe en salle à Apeldoorn en établissant un saut à 6,94 m.

## Palmarès

### International
| Date | Compétition                    | Lieu      | Résultat | Marque |
| ---- | ------------------------------ | --------- | -------- | ------ |
| 2018 | Championnats d'Europe cadets   | Győr      | 7e       | 6,12 m |
| 2019 | Championnats d'Europe juniors  | Borås     | 1re      | 6,58 m |
| 2021 | Championnats d'Europe en salle | Toruń     | 5e       | 6,59 m |
| 2022 | Championnats du monde en salle | Belgrade  | 10e      | 6,57 m |
| 2022 | Championnats d'Europe          | Munich    | 5e       | 6,62 m |
| 2023 | Championnats d'Europe en salle | Istanbul  | 2e       | 6,97 m |
| 2023 | Jeux européens                 | Chorzów   | 3e       | 6,66 m |
| 2023 | Championnats d'Europe espoirs  | Espoo     | 1re      | 6,93 m |
| 2023 | Championnats du monde          | Budapest  | 5e       | 6,82 m |
| 2024 | Championnats du monde en salle | Glasgow   | 7e       | 6,69 m |
| 2024 | Championnats d'Europe          | Rome      | 2e       | 6,94 m |
| 2024 | Jeux olympiques                | Paris     | 4e       | 6,87 m |
| 2025 | Championnats d'Europe en salle | Apeldoorn | 1re      | 6,94 m |

### National
- Championnats d'Italie d'athlétisme :
  - Titrée en 2020, 2021 et 2022
- Championnats d'Italie d'athlétisme en salle :
  - Titrée en 2021, 2023, 2024

## Records
| Épreuve          | Épreuve   | Marque      | Lieu     | Date            |
| ---------------- | --------- | ----------- | -------- | --------------- |
| Saut en longueur | Plein air | 6,95 m      | Monaco   | 21 juillet 2023 |
| Saut en longueur | En salle  | 6,97 m (NR) | Istanbul | 5 mars 2023     |